# بازخورد مثبت

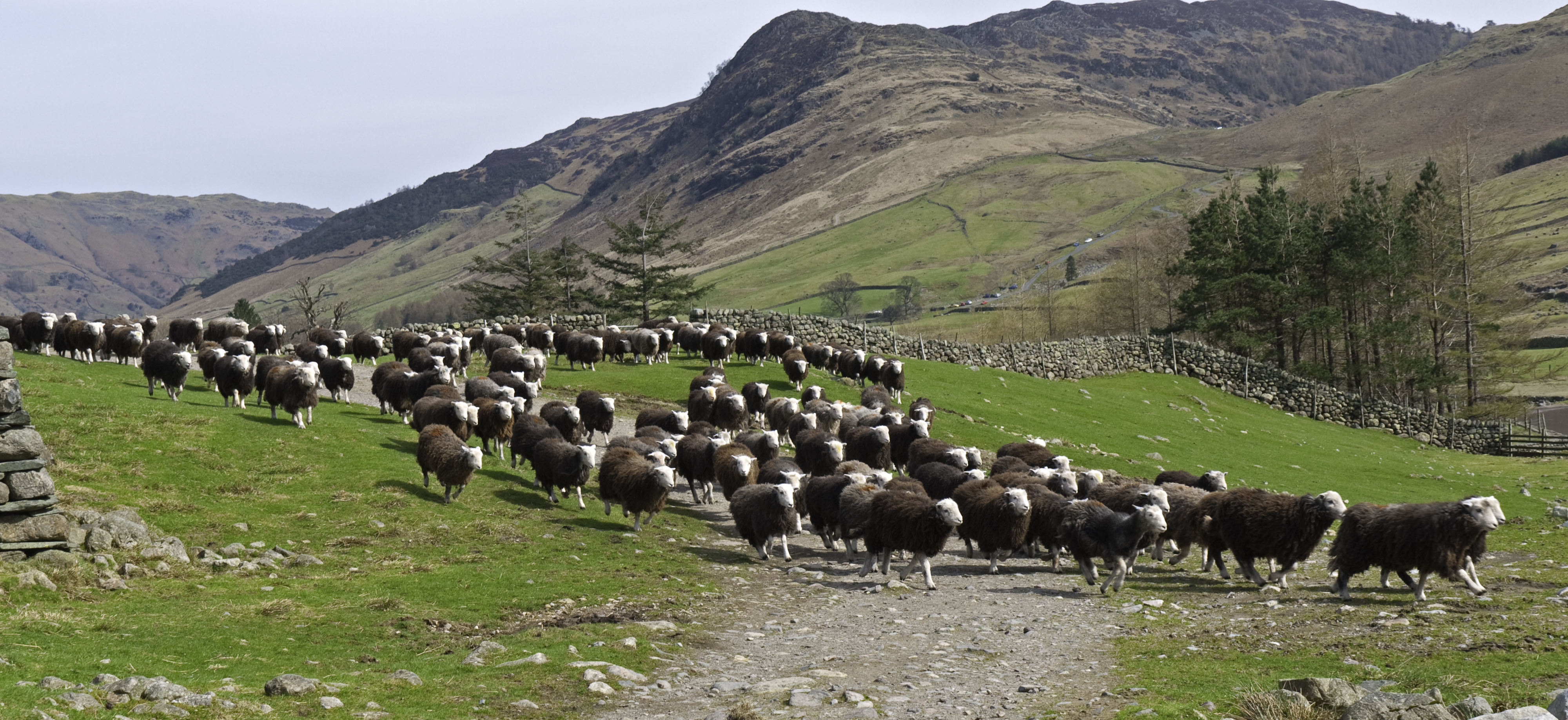
هشدار یا هراس ممکن است گاهی اوقات با بازخورد مثبت در بین گله‌های حیوانات پخش شود تا باعث ازدحام شود.

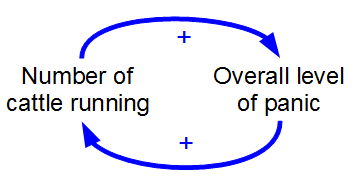
نمودار حلقه علت که دلایل ازدحام را به عنوان یک حلقه بازخورد مثبت به تصویر می‌کشد.

بازخورد مثبت (به انگلیسی: Positive feedback) یا بازخورد تشدیدی (به انگلیسی: exacerbating feedback) یا بازخورد خودتقویت‌کننده (به انگلیسی: self-reinforcing feedback) روندی است که در یک حلقه بازخورد اتفاق می‌افتد و اثرات یک اغتشاش کوچک را تشدید می‌کند؛ یعنی اثرات آشفتگی بر روی یک سیستم شامل یک افزایش اندازه اختلال است. یعنی A موجب تولید بیشتر  B می‌شود که به نوبه خود منجر به تولید بیشتر A می‌شود. در مقابل، یک سیستم که در آن نتایج حاصل از یک عمل تغییر به منظور کاهش یا مقابله با آن است بازخورد منفی دارد. هر دو مفهوم در علم و مهندسی از جمله زیست‌شناسی، شیمی و سایبرنتیک نقش مهمی دارند.
از نظر ریاضی، بازخورد مثبت به عنوان یک بهره حلقه مثبت در پیرامون یک حلقه بسته علت و معلولی تعریف می‌شود. یعنی بازخورد مثبت هم‌فاز با ورودی است، به این معنا که آن را اضافه می‌کند تا ورودی بزرگ‌تر شود. بازخورد مثبت باعث ناپایداری سیستم می‌شود. هنگامی که بهره حلقه مثبت و بالاتر از ۱ باشد، به‌طور معمول رشد نمایی، افزایش نوسانات، رفتار آشوبناک یا دیگر واگرایی‌ها از تعادل وجود خواهد داشت.
بازخورد مثبت در الکترونیک دیجیتال به کار می‌رود تا ولتاژهایی به دور از ولتاژهای میانی را در داخل حالت‌های ۰ و ۱ بکشاند.

## بررسی اجمالی
بازخورد مثبت تأثیرگذاری بر فرایند ایجاد شده توسط آن را تقویت می‌کند. به عنوان مثال، هنگامی که بخشی از یک سیگنال خروجی الکترونیکی به ورودی بازمی‌گردد و با آن هم فاز است، بهره سیستم افزایش می‌یابد. از این رو ویژگی اصلی بازخورد مثبت این است که اختلالات کوچک بزرگ‌تر می‌شوند. هنگامی که یک تغییر در یک سیستم رخ می‌دهد، بازخورد مثبت باعث تغییر بیشتر در همان جهت می‌شود.

### اساس

یک سیستم بازخورد اساسی را می‌توان با این نمودار بلوک نشان داد. در نمودار نماد + یک جمع‌کننده است و A و B توابع عِلّی دل‌خواه هستند.

یک حلقه بازخورد ساده در نمودار نشان داده شده‌است. اگر بهره حلقه AB مثبت باشد، پس شرط بازخورد مثبت یا بازتولیدکننده وجود دارد.
اگر توابع A و B خطی و AB کوچکتر از واحد باشد، در نتیجه بهره کلی سیستم بدست آمده از ورودی به خروجی محدود است، اما با نزدیک شدن AB به واحد می‌تواند بسیار بزرگ باشد. در این حالت، می‌توان نشان داد که بهره کلی یا «حلقه بسته» از ورودی به خروجی:
{\displaystyle G_{c}={\frac {A}{(1-AB)}}}
وقتی AB > 1، سیستم ناپایدار است، بنابراین بهره معینی ندارد. بهره ممکن است نامحدود نامیده شود.
بازخورد مثبت لزوماً به معنای ناپایداری تعادل نیست، به عنوان مثال ممکن است حالت‌های روشن و خاموش پایدار در معماری‌های بازخورد مثبت وجود داشته باشد.

## برای مطالعهٔ بیشتر
- نوربرت وینر (۱۹۴۸)، سایبرنتیک یا کنترل و ارتباطات در حیوان و ماشین، پاریس، هرمان و سی - MIT Press، کمبریج، MA.
- کیتی سالِن و اریک زیمرمن. قوانین بازی. مطبوعات MIT 2004 شابک ‎۰-۲۶۲-۲۴۰۴۵-۹ شماره استاندارد بین‌المللی کتاب 0-262-24045-9. فصل ۱۸: بازیها به عنوان سیستم‌های سایبرنتیک.